# Nectriopsis puiggarii
Nectriopsis puiggarii är en svampart som först beskrevs av Speg., och fick sitt nu gällande namn av Samuels 1988. Nectriopsis puiggarii ingår i släktet Nectriopsis och familjen Bionectriaceae.   Inga underarter finns listade i Catalogue of Life.